# Els tres mosqueters (pel·lícula de 2011)
Els tres mosqueters (títol original en anglès, The Three Musketeers) és una pel·lícula europeaamericana de 2011 dirigida per Paul W. S. Anderson.
La història és una nova adaptació cinematogràfica en 3D de la clàssica novel·la d'aventures d'Alexandre Dumas i es va estrenar als cinemes en català el 30 de setembre de 2011.

## Argument
Segle XVII: D'Artagnan és un jove gascó i impetuós que viatja fins a París per esdevenir mosqueter com el seu pare. Malauradament, en aquest moment a la capital francesa hi ha un rei-nen al capdavant de la corona de França. Els vertaders assumptes d'Estat els porta el Cardenal Richelieu que sap que la millor manera de apoderar-se del tron és controlant els mosqueters que són incondicionalment lleials al monarca. Així, quan D'Artagnan arriba a París, es troba amb Aramis, Porthos i Athos, tres mosqueters veterans que han estat expulsats de la guàrdia reial. Reconeixent la valentia del jove, que els cita a un duel a vida o mort, els tres mosqueters el conviden a allotjar-se amb ells. Mentrestant, a Versalles, el Cardenal Richelieu s'adona que el puntal del jove matrimoni reial és la Reina Anna, la qual, de manera intel·ligent i elegant, aconsegueix desbaratar els seus plans més d'un cop. Per aquesta raó, per tal de reduir la seva influència sobre el monarca, el Cardenal maquina un engany: gràcies a la col·laboració de la seva espia, Milady de Winter, posa en un calaix de la cambra de la reina unes falses cartes d'amor del Duc de Buckingham i roba el collaret de diamants que el rei li havia regalat. Quan Lluís descobreix les cartes llegeix també que la reina ha entregat com a penyora pel seu amant el famós collaret. Richelieu, sabent la veritat, li proposa que celebri un ball i suggereixi a la reina que es vesteixi amb el collaret com a senyal d'amor. La reina Anna, quan troba la seva caixa forta buida, de seguida endevina qui ha estat el responsable de tot plegat però, si vol recuperar el favor de Lluís, no té més remei que recuperar el collaret. Així, ha de recórrer a les úniques persones que la poden ajudar i que romanen plenament fidels a la família reial: els tres mosqueters i D'Artagnan.

## Repartiment
| Intèrpret         | Personatge         |
| ----------------- | ------------------ |
| Milla Jovovich    | Milady De Winter   |
| Logan Lerman      | D'Artagnan         |
| Ray Stevenson     | Porthos            |
| Orlando Bloom     | Duc de Buckingham  |
| Juno Temple       | Reina Anna         |
| Christoph Waltz   | Cardenal Richelieu |
| Luke Evans        | Aramis             |
| Matthew Macfadyen | Athos              |

## Banda sonora
La cançó oficial de la pel·lícula és When we were young del grup britànic Take That.